# Honduras na Letnich Igrzyskach Olimpijskich 1984
Honduras na Letnich Igrzyskach Olimpijskich 1984 reprezentowało 10 zawodników. Był to 3. start reprezentacji Hondurasu na letnich igrzyskach olimpijskich.

## Skład kadry

### Judo
Mężczyźni
- Carlos Solo – waga półlekka – 20. miejsce

### Lekkoatletyka
Mężczyźni
- Carlos Ávila – maraton – 71. miejsce
- Santiago Fonseca – chód 20 km – 21. miejsce

Kobiety
- Leda Díaz – maraton – nie ukończyła

### Pływanie
Mężczyźni
- Rodolfo Torres – 100. metrów st. dowolnym – 64. miejsce
- Juan José Piro

200 metrów st. dowolnym – 52. miejsce
200 metrów st. grzbietowym – 34. miejsce
200 metrów st. motylkowym – 34. miejsce
400 metrów st. zmiennym – 23. miejsce
- David Palma

100 metrów st. grzbietowym – 43. miejsce
200 metrów st. klasycznym – 42. miejsce
- Salvador Corelo

100 metrów st. klasycznym – odpadł w eliminacjach
100 metrów st. motylkowym – 50. miejsce
200 metrów st. zmiennym – 36. miejsce
- Rodolfo Torres, Juan José Piro, David Palma, Salvador Corelo – 4 × 100 metrów st. dowolnym – 22. miejsce
- Rodolfo Torres, Juan José Piro, David Palma, Salvador Corelo – 4 × 100 metrów st. zmiennym – 20. miejsce

Kobiety
- María Lardizábal

100 metrów st. dowolnym – 45. miejsce
200 metrów st. dowolnym – 36. miejsce
100 metrów st. klasycznym – 29. miejsce
200 metrów st. klasycznym – 23. miejsce